# Aichi M6A
L'Aichi M6A est un avion monomoteur biplace d’attaque japonais de la Seconde Guerre mondiale. Cet hydravion à flotteurs avait la particularité d'être embarqué sur porte-avions sous-marins.

## Origine
En mai 1942, la Marine impériale japonaise ordonna la construction d’une nouvelle classe de sous-marins, baptisée I-400. Ces submersibles devaient être capables de transporter un bombardier afin d’atteindre le continent nord-américain ou d’autres cibles stratégiques largement hors de portée de la flotte ou de l'aviation nippones. Jaugeant 5 670 tonnes avec un équipage de 144 hommes, capables de croiser à 18,7 nœuds (30 km/h) en surface et 14 nœuds (22,5 km/h) en plongée, ces sous-marins aptes à parcourir 69 500 km furent les plus gros jamais construits jusqu’en 1962, date à laquelle fut lancé l’USS Lafayette. La Marine impériale japonaise utilisait déjà des avions de reconnaissance embarqués sur sous-marins, et le 9 septembre 1942 un Yokosuka E14Y1 Glen catapulté par le sous-marin I-25 largua 4 bombes au phosphore improvisées sur une forêt de l’Oregon. Mais un I-400 devait embarquer 3 avions d’attaque dans un compartiment étanche de 30,5 m de long, les hydravions étant installés sur des chariots de catapultage et lancés au moyen d’une catapulte de 29,8 m de long située sur le pont avant du sous-marin. Celui-ci disposait également de 8 tubes lance-torpilles de 530 mm, d’un canon de 140 et de 10 canons anti-aériens de calibres divers.
Peu après le lancement du programme I-400, la Marine Impériale demanda à Aichi Kokuki KK de développer un avion spécial d’attaque aux caractéristiques bien particulières : emportant une bombe de 250 kg ou une bombe ou torpille de 800 kg, l’appareil devait reposer sur deux flotteurs largables et atteindre 475 km/h avec ses flotteurs, ou 560 km/h les flotteurs largués. En outre l'assemblage et le catapultage de trois avions devaient pouvoir se faire en moins de 30 minutes. Pour pouvoir loger le bombardier dans le cylindre de 3,5 m de diamètre qui constituait son hangar sur le pont du sous-marin, l’ingénieur en chef Toshio Ozaki dessina un monoplan à aile basse cantilever monté sur deux flotteurs en catamaran. Après démontage des deux flotteurs, la voilure devait pivoter à 90° avant de venir se plaquer le long du fuselage. Le stabilisateur horizontal se repliait à environ 2/3 de l’envergure, comme la dérive, et les flotteurs avec leurs mâts se rangeaient dans un compartiment séparé.

## Production
Le premier prototype M6A Seiran débuta ses essais en vol en novembre 1943. Il fut rejoint par un second prototype en février 1944 et la Marine Impériale, très satisfaite des premiers essais, ordonna le lancement de la production de série et la réalisation de deux appareils terrestres avant même la livraison des derniers prototypes. Mais un violent séisme dans la région de Nagoya en décembre 1944 puis les bombardements américains perturbèrent la production, et en mars 1945, l’évolution de la guerre contraignit la Marine impériale à modifier le programme I-400. Sur cinq submersibles mis en chantier, deux seulement furent achevés, le I-400 qui avait été lancé le 30 décembre 1944 et le I-401 qui avait suivi début 1945. Le I-402 fut modifié pour le transport de carburant et les deux derniers abandonnés. En compensation deux sous-marins plus petits, de la classe AM, furent modifiés pour embarquer chacun 2 M6A, mais la Marine impériale n’avait plus besoin de beaucoup d’avions. Utilisant les pièces déjà produites, Aichi acheva finalement 26 M6A1 :
- Aichi M6A1 : 8 prototypes, moteur Aichi Atsuta 30 ou 31 (Daimler-Benz DB 601 produit sous licence) de 1 400 ch.

- Aichi M6A1 Seiran (晴嵐, « Orage par temps calme ») : Hydravion d’attaque catapultable embarqué sur sous-marins. 18 exemplaires construits.

- Aichi M6A1-K Nanzan (南山, « Montagne du Sud ») : Appareil terrestre de conversion et d'entraînement, 2 prototypes construits. Outre le train d’atterrissage escamotable, la dérive était sensiblement plus courte.

- Aichi M6A2 : Un exemplaire modifié avec un moteur Mitsubishi Kinsei MK8P de 1 560 ch entraînant une hélice tripale à vitesse constante.

## En opérations
L’état-major de la Marine impériale ayant décidé de bloquer le canal de Panama, la 1re flottille sous-marine (sous-marins I-400, I-401, I-13 et I-14) fut constituée sous les ordres du Capitaine Tatsunoke Ariizumi, commandant également le 631e Corps aérien qui disposait de 10 Seiran. 6 torpilles et 4 bombes devaient détruire l’écluse de Gatun. Tandis que les pilotes étudiaient l’objectif au moyen d’une maquette à grande échelle, les mécaniciens s'entraînaient à minimiser le temps de montage des avions. Assez rapidement, il devint possible à 4 hommes de préparer un appareil au lancement de nuit en 7 minutes, voire de catapulter les trois M6A1 en 15 minutes mais sans les flotteurs, ce qui entraînait inéluctablement la perte de l’avion, et de l'équipage, une fois la mission accomplie. Mais alors que ces préparatifs allaient bon train, Ariizumi reçut le 25 juin 1945 l’ordre d’attaquer la flotte américaine au mouillage dans l’atoll d’Ulithi.
La 1re flottille sous-marine appareilla le 23 juillet mais l’opération Hikari fut un fiasco total. Les sous-marins I-13 et I-14 devaient déposer chacun deux Nakajima C6N1 Myrt sur les îles de Truk pour effectuer les reconnaissances nécessaires et guider les bombardiers vers les plus gros navires, porte-avions ou transport de troupes. Le I-13 fut endommagé par une attaque aérienne puis coulé par un destroyer américain, et le I-400 manqua son rendez-vous pour avoir laissé passer un message. Le 16 août 1945, Ariizumi apprit que la guerre était finie et reçut ordre de faire route vers le Japon après avoir sabordé ses avions. Les Seiran du I-400 furent passés par-dessus bord après que les flotteurs eurent été percés, et les M6A1 du I-401 catapultés en mer.

## Un rescapé

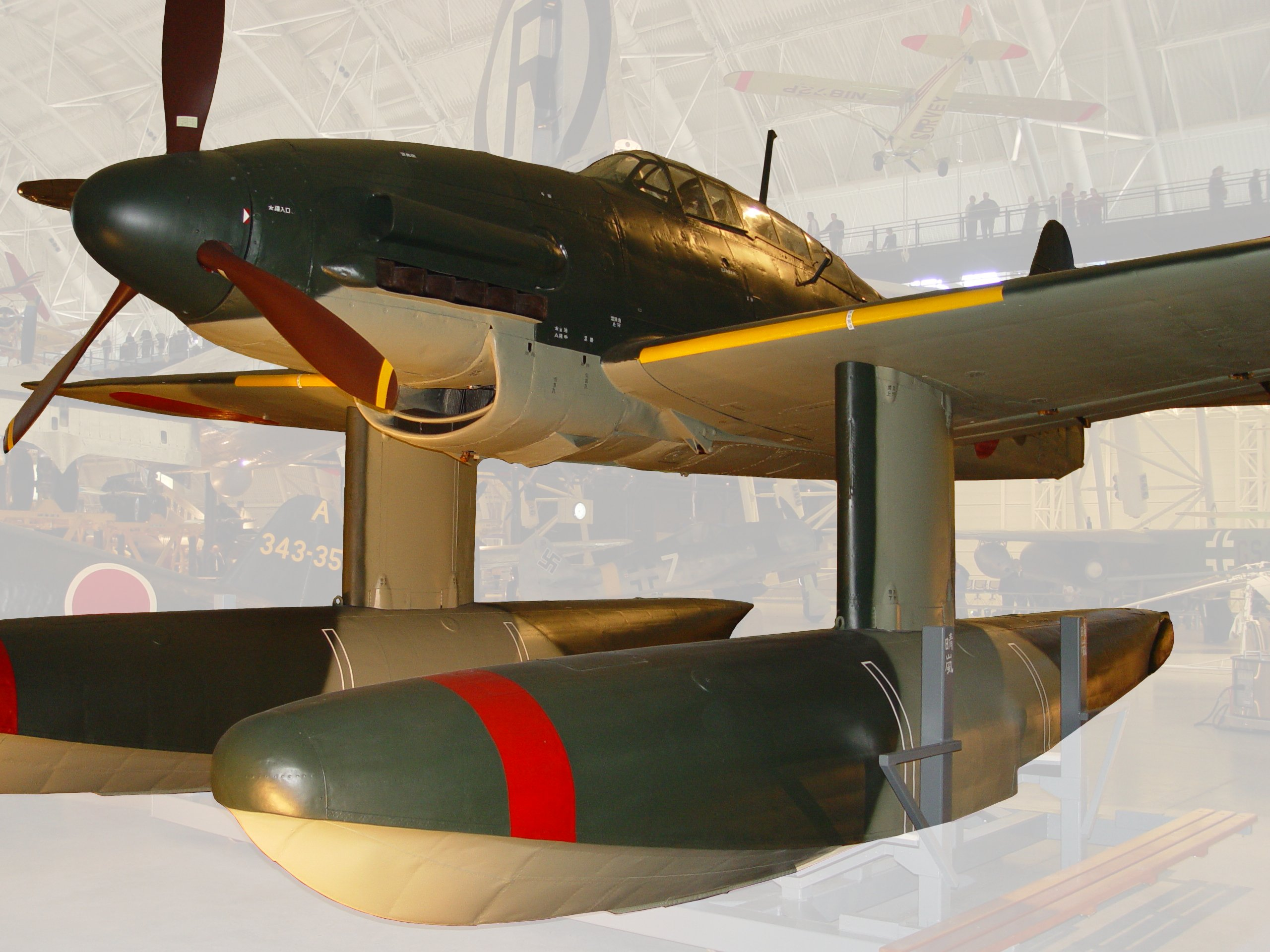
Le seul Aichi M6A1 Seiran rescapé.

Un seul M6A1 fut capturé par les Alliés. Dernière cellule construite, cet appareil fut trouvé dans l’usine Aichi, expédié aux États-Unis, et exposé régulièrement à la base aéronavale d’Alameda, Californie. Transféré au National Air & Space Museum en 1962, cet appareil a ensuite passé 12 ans dehors, aucune place n’étant disponible à l’entrepôt Paul E. Garber de Silver Hill, Maryland. La restauration de cet exemplaire unique a finalement débuté en juin 1989 pour s’achever en juin 2000. Il est aujourd’hui exposé au Steven F. Udvar-Hazy Center, à Chantilly, Virginie.

## Sources
- (en) Tadeusz Januszewski, Japanese submarine aircraft, Redborne, Mushroom Model, coll. « Mushroom model magazine special / Red series » (no 5103), 2002, 144 p. (ISBN 978-8-391-63272-7).
- (en) Robert Mikesh, Aichi M6Al Seiran : Japan's submarine-launched Panama Canal bomber, Boylston, Mass, Monogram Aviation Publications, 1975, 32 p. (ISBN 978-0-914-14413-7).

### Aéronefs comparables
- Arado Ar 231
- Cox-Klemin XS
- Marcel Besson MB-411
- Parnall Peto
- Watanabe E9W1
- Yokosuka E14Y